# Petit-duc de Lombok
Otus jolandae
Espèce
Statut de conservation UICN

 NT C2a(ii) : Quasi menacé
Le Petit-duc de Lombok (Otus jolandae) est une espèce d'oiseaux de la famille des Strigidae.

## Description
L'espèce est très proche du Petit-duc mystérieux (Otus magicus), mais s'en distingue par son chant.

## Répartition et habitat

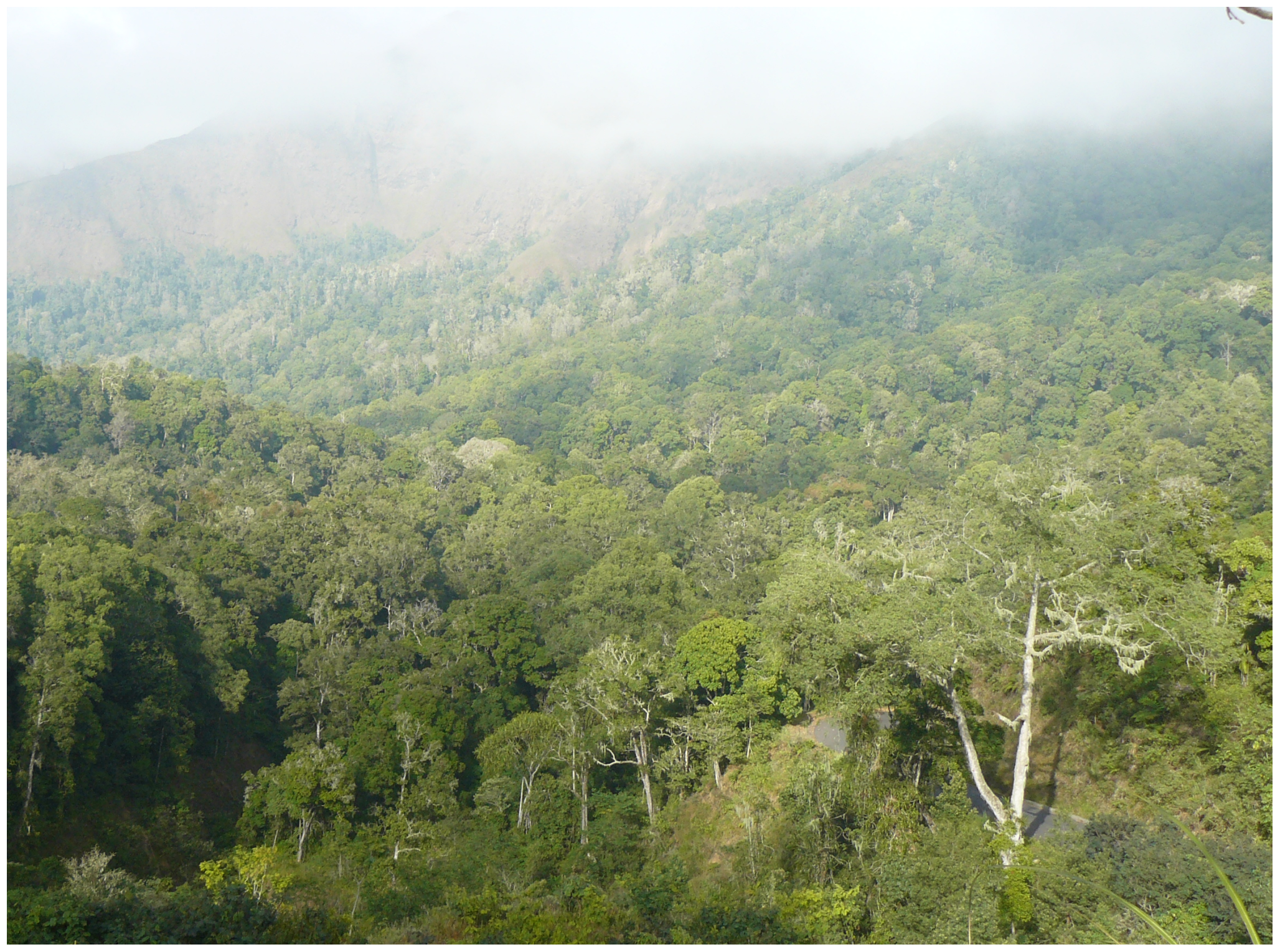
Aire d'habitat.

Cette espèce fréquente la partie nord de l'île de Lombok (aux alentours du mont Rinjani) en Indonésie.

## Taxinomie et systématique
Cette espèce est identifiée comme différente du Petit-duc mystérieux dès septembre 2003, mais sa description scientifique n'est publiée qu'en février 2013.